# Latronema orcina
Latronema orcina är en rundmaskart som beskrevs av Gerlach 1952. Latronema orcina ingår i släktet Latronema och familjen Choniolaimidae. Inga underarter finns listade i Catalogue of Life.